# Mourne Wall

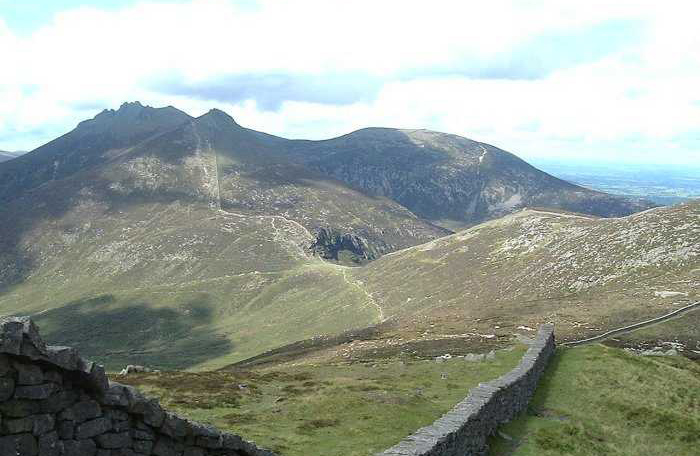
Mourne Wall sullo Slieve Bearnagh

Il Mourne Wall è un muro che fu costruito per chiudere il bacino della riserva naturale di Silent Valley, nella zona delle montagne di Mourne, nella contea di Down, Irlanda del Nord.
Fu costruito tra il 1904 e il 1922 sull'ordine dei commissari all'idrografia di Belfast per delimitare il bacino idrografico delle Mournes.
Il muro è costituito di pietre di granito, assemblate con la tecnica del muretto a secco. In media il muro ha un'altezza compresa tra 1,5 metri e 0,8 metri. La sua lunghezza è di 35 km e passa per ben 15 montagne. 
L'elenco considera le montagne in senso orario dal fiume Kilkeel.
- Slievenaglogh 445 m
- Slieve Muck 674 m
- Carn Mountain 587 m
- Slieve Loughshannagh 619 m
- Slieve Meelbeg 708 m
- Slieve Meelmore 684 m
- Slieve Bearnagh 727 m
- Slievenaglogh 586 m
- Slieve Corragh 691 m
- Slieve Commedagh 765 m
- Slieve Donard 850 m
- Rocky Mountain 525 m*
- Slieve Binnian 747 m
- Wee Binnian 460 m
- Moolieve 332 m

* Di questi monti il Rocky è l'unico costeggiato semplicemente, mentre negli altri casi esso raggiunge la cima.
Il muro inizialmente destò disapprovazione tra la popolazione del posto anche se ebbe molti effetti positivi. Innanzitutto creò occupazione, e poi contribuì effettivamente a preservare le acque della Silent Valley, impedendo agli animali di abbeverarsi. Attualmente è gestito dalla Northern Ireland Water.